# Michele Autuoro

Wappen von Michele Autuoro

Michele Autuoro (* 27. Dezember 1966 in Procida, Provinz Neapel) ist ein italienischer römisch-katholischer Geistlicher und Weihbischof in Neapel.

## Leben
Michele Autuoro studierte Philosophie und Katholische Theologie am Priesterseminar Card. Alessio Ascalesi in Neapel. Am 19. Mai 1991 empfing er das Sakrament der Priesterweihe für das Erzbistum Neapel.
Autuoro war zunächst als Diözesanassistent der Jugendabteilung der Katholischen Aktion (1991–1994) und als Ausbilder am Priesterseminar Card. Alessio Ascalesi (1993–2000) tätig, bevor er 2000 Pfarrer der Pfarrei Santa Maria delle Grazie e San Leonardo in Procida wurde. Daneben war er 2007 kurzzeitig Direktor des Diözesanbüros für die Missionsarbeit. Von 2009 bis 2012 war Michele Autuoro Pfarrer der Pfarrei Santa Maria della Mercede in Chiaia, einem Stadtteil von Neapel. Danach wurde er Direktor der Stiftung Missio und des Büros für die Missionsarbeit der Italienischen Bischofskonferenz. Nachdem Michele Autuoro 2018 als Pfarradministrator der Pfarreien San Marco di Palazzo und Santa Maria Immacolata a Pizzofalcone in Neapel gewirkt hatte, wurde er 2019 Regens des Priesterseminars Card. Alessio Ascalesi in Neapel.
Am 27. September 2021 ernannte ihn Papst Franziskus zum Titularbischof von Cures Sabinorum und zum Weihbischof in Neapel. Der Erzbischof von Neapel, Domenico Battaglia, spendete ihm sowie Francesco Beneduce SJ und Gaetano Castello am 31. Oktober desselben Jahres in der Kathedrale von Neapel die Bischofsweihe; Mitkonsekratoren waren der Bischof von Acerra, Antonio Di Donna, und der Bischof von Nola, Francesco Marino.